# Estherville
Estherville é uma cidade localizada no estado americano de Iowa, no Condado de Emmet.

## Demografia
Segundo o censo americano de 2000, a sua população era de 6656 habitantes.
Em 2006, foi estimada uma população de 6319, um decréscimo de 337 (-5.1%).

## Geografia
De acordo com o United States Census Bureau tem uma área de
13,5 km², dos quais 13,5 km² cobertos por terra e 0,0 km² cobertos por água. Estherville localiza-se a aproximadamente 395 m acima do nível do mar.

## Localidades na vizinhança
O diagrama seguinte representa as localidades num raio de 20 km ao redor de Estherville.